# استیگمن (کالیفرنیا)
استیگمن (به انگلیسی: Stegeman) یک منطقهٔ مسکونی در ایالات متحده آمریکا است که در شهرستان کولوزا، کالیفرنیا واقع شده‌است. استیگمن ۲۴ متر بالاتر از سطح دریا قرار دارد.